# Alessandro Mattei
Alessandro Mattei (Roma, 20 febbraio 1744 – Roma, 20 aprile 1820) è stato un cardinale, arcivescovo cattolico e nobile italiano.

## Biografia

### I primi anni e l'inizio della carriera
Nato a Roma il 20 febbraio 1744, Alessandro Mattei proveniva da una delle famiglie più antiche dell'aristocrazia romana e papalina: era figlio del principe Girolamo Mattei, Duca di Giove, e della sua seconda moglie, Maria Caterina Altieri, attraverso la quale era imparentato con papa Clemente X. Nipote del cardinale Luigi Mattei (1753), fu anche fratello del cardinale Lorenzo Girolamo Mattei (1833). Altri cardinali sempre appartenenti alla sua famiglia furono Girolamo Mattei (1586), Gaspare Mattei (1643), Orazio Mattei (1686) e Ruggero Luigi Emidio Antici Mattei (1875). Era imparentato anche con il cardinale Giambattista Altieri (1643).
Venne destinato dalla famiglia alla carriera ecclesiastica. Ricevette da papa Benedetto XIV il priorato di Santa Maria in Abbatissis e l'Abbazia di Santa Croce. Nominato Canonico del capitolo della Basilica Patriarcale di San Giovanni in Laterano dal 15 novembre 1766, divenne ciambellano privato di papa Clemente XIII.
Ordinato sacerdote il 27 febbraio 1768, divenne Prelato Domestico di Sua Santità dal 13 luglio 1768 e successivamente divenne referendario del Tribunale della Segnatura Apostolica. Iscritto all'Università La Sapienza di Roma, conseguì la laurea in utroque iure il 30 giugno 1768.
Fu relatore alla Sacra Congregazione del Buon Governo dal 1770, poi visitatore apostolico dell'abbazia di Farfa e Prelato della Sacra Congregazione del Concilio di Trento dal 1775. Uditore del Camerlengo di Santa Romana Chiesa dal 1776, divenne canonico della cattedrale di San Pietro e Diacono della Cappella Pontificia.
Nominato arcivescovo di Ferrara il 17 febbraio 1777, venne consacrato ufficialmente il 23 febbraio di quello stesso anno nella chiesa di Santa Maria in Aracoeli di Roma, per mano del cardinale Bernardino Giraud, arcivescovo emerito di Ferrara, assistito da Marcantonio Conti, arcivescovo titolare di Damasco, e da Giuseppe Maria Carafa, vescovo di Mileto. Il 9 marzo 1777 fu nominato Assistente al Trono Pontificio.

### Il cardinalato e la figura politica
Creato cardinale nel concistoro del 12 luglio 1779, venne però riservato in pectore e venne pubblicato solo nel concistorio del 22 maggio 1782; ricevette la porpora cardinalizia ed il titolo di Santa Balbina nel concistoro celebrato ad Imola il 27 maggio 1782. Dalla sua nomina "in pectore" e fino alla creazione del cardinale Giuseppe Maria Doria Pamphilj è stato il porporato italiano più giovane Optò quindi per il titolo di Santa Maria in Aracoeli in memoria della sua consacrazione episcopale il 3 aprile 1786.
Quando l'armata francese occupò Ferrara il 22 giugno 1796, dopo un effimero tentativo di resistenza, la città venne annessa alla Repubblica Cisalpina; il legato a latere cardinale Francesco Maria Pignatelli lasciò il proprio incarico e il cardinal Mattei venne incaricato personalmente di trattare con gli occupanti, assumendo così provvisoriamente dall'agosto del 1796 il ruolo di legato pontificio della provincia, riuscendo lentamente a restaurare l'autorità papale. Per bloccare la sua azione, Napoleone Bonaparte convocò il cardinale nel suo quartier generale a Brescia (18 agosto 1796), dove Mattei venne imprigionato, rinchiuso nel castello di Milano come ostaggio e successivamente riportato al quartier generale bresciano.

Firma del trattato di Tolentino. A sinistra il cardinale Mattei.

Liberato il 30 ottobre 1796, gli venne concesso di fare ritorno a Ferrara, pur rimanendo sotto la tutela francese. Napoleone decise quindi di incontrare nuovamente il cardinal Mattei questa volta a Ferrara e lo incaricò di trattare con papa Pio VI in vista dei negoziati di pace. Prescelto anche dal pontefice come uomo adatto ai negoziati con la Francia napoleonica, fu costretto a siglare il disastroso Trattato di Tolentino del 17 febbraio 1797, con il quale la Santa Sede abbandonava le tre Legazioni (Bologna, Ferrara e Romagna). In luglio Ferrara entrava a far parte della Repubblica Cisalpina e tutta la popolazione fu chiamata a prestare giuramento di fedeltà al nuovo stato. Il cardinal Mattei si pronunciò contro il giuramento. Il 6 marzo 1798 fu espulso dalla Cisalpina e gli fu ordinato di lasciare il territorio della Repubblica.
Dall'esilio il cardinale riuscì a mantenere i contatti con i collaboratori dell'arcidiocesi. Tornato nella natìa Roma, prese parte al conclave del 1799-1800, dal quale uscì eletto papa Pio VII. Quindi optò per l'ordine dei cardinali-vescovi e prese possesso della sede suburbicaria di Palestrina (2 aprile 1800). Nominato esaminatore dei vescovi in teologia prima del 22 giugno 1805, divenne anche protettore dei Cappuccini prima del 25 luglio 1807.
Optò quindi per la sede suburbicaria di Porto e Santa Rufina dal 27 marzo 1809, divenendo sottodecano del Sacro Collegio dei Cardinali. Dopo l'occupazione francese di Roma, venne nominato pro datario il 26 marzo 1808. Espulso da Roma il 10 giugno 1809 su ordine delle autorità francesi come rappresaglia per la bolla di scomunica emanata dal Papa contro Napoleone, venne esiliato a Parigi. Si rifiutò categoricamente di prendere parte al matrimonio tra Napoleone e l'arciduchessa austriaca Maria Luisa d'Asburgo-Lorena il 2 aprile 1810 e per questo fu punito con il divieto esplicito da parte di Napoleone di indossare l'abito cardinalizio, divenendo così uno dei tredici "cardinali neri" che l'Imperatore francese volle umiliare pubblicamente.
Divenendo sempre più un personaggio scomodo e sovversivo, venne imprigionato a Rethel per ordine dell'Imperatore; qui egli rimase assieme al cardinal Pignatelli fino alla firma del Concordato di Fontainebleau per opera di papa Pio VII il 25 gennaio 1813. Riunitosi quindi con il Papa, venne esiliato nuovamente il 27 gennaio 1814 ad Alais; liberato per ordine del governo provvisorio il 2 aprile 1814, si ricongiunse con il pontefice nel suo viaggio verso Roma nel maggio del 1814. Entrato nell'Urbe con il pontefice il 24 maggio 1814, venne confermato pro-datario di Sua Santità dal 14 giugno 1814; ricoprì tale incarico sino alla morte.

### Gli ultimi anni
Tornato appieno in seno alla Chiesa romana, optò per la sede suburbicaria di Ostia e Velletri dal 26 settembre 1814, divenendo decano del Sacro Collegio dei Cardinali e prefetto della Sacra Congregazione per le Cerimonie. Arciprete della Basilica Vaticana, divenne presidente della Fabbrica di San Pietro dal 10 maggio 1817. Per il valore politico e l'alto equilibrio dimostrato anche negli anni difficili dell'invasione napoleonica ottenne l'onorificenza di Cavaliere di Gran Croce dell'Ordine Reale di Santo Stefano d'Ungheria nel 1819.
Cadde ammalato mentre celebrava messa nella basilica di San Pietro a Roma il 14 aprile 1820 e morì sei giorni dopo, il 20 aprile. La sua salma venne esposta nella chiesa di San Marcello al Corso a Roma, dove ebbero luogo anche i suoi funerali, ma venne sepolto nella cappella di famiglia nella chiesa di Santa Maria in Aracoeli a Roma.

## Genealogia episcopale e successione apostolica
La genealogia episcopale è:
- Cardinale Scipione Rebiba
- Cardinale Giulio Antonio Santori
- Cardinale Girolamo Bernerio, O.P.
- Arcivescovo Galeazzo Sanvitale
- Cardinale Ludovico Ludovisi
- Cardinale Luigi Caetani
- Cardinale Ulderico Carpegna
- Cardinale Paluzzo Paluzzi Altieri degli Albertoni
- Papa Benedetto XIII
- Papa Benedetto XIV
- Papa Clemente XIII
- Cardinale Bernardino Giraud
- Cardinale Alessandro Mattei

La successione apostolica è:
- Vescovo Bonaventura Carenzi, O.F.M.Conv. (1808)
- Cardinale Giacomo Giustiniani (1817)
- Arcivescovo Nicola Mattei Baldini (1817)
- Cardinale Francesco Cesarei Leoni (1817)
- Arcivescovo Francesco Maria De Luca, O.F.M.Obs. (1818)
- Vescovo Salvatore Lettieri (1818)
- Vescovo Domenico Novi Ciavarria (1818)
- Vescovo Francesco Felice Tiberi, C.O. (1818)
- Vescovo Domenico Feudale (1818)
- Vescovo Isaia Volpi, O.F.M.Cap. (1818)
- Arcivescovo Ignazio Ranaldi, C.O. (1818)
- Vescovo Fabiano Giuseppe Giacomo Luigi Galliani, O.F.M.Cap. (1818)
- Vescovo Cassiodoro Margarita (1818)
- Vescovo Francesco Saverio Durini, O.S.B.Cel. (1818)
- Vescovo Giovanni Battista Tomasuolo (1818)
- Vescovo Michele Virgili (1819)
- Vescovo Francesco Alberini (1819)
- Cardinale Pietro Francesco Galleffi (1819)
- Cardinale Giovanni Francesco Falzacappa (1819)
- Vescovo Pasquale Mazzei (1819)
- Vescovo Carlo Cavalieri Manassi (1820)
- Vescovo Bernardino Avolio, O.F.M.Cap. (1820)
- Vescovo Pasquale de Nicolais (1820)

## Ascendenza
|                                                  |                                       |                                                                 | Genitori                                           |  |  | Nonni |  |  | Bisnonni                         |  |  | Trisnonni                             |  |
|                                                  |                                       |                                                                 |                                                    |  |  |       |  |  | Girolamo Mattei, I duca di Giove |  |  | Asdrubale Mattei, I marchese di Giove |  |
|                                                  |                                       |                                                                 |                                                    |  |  |       |  |  | Girolamo Mattei, I duca di Giove |  |  | Asdrubale Mattei, I marchese di Giove |  |
|                                                  |                                       | Costanza Gonzaga                                                |                                                    |  |  |       |  |  | Girolamo Mattei, I duca di Giove |  |  |                                       |  |
| Alessandro Mattei, II duca di Giove              |                                       |                                                                 |                                                    |  |  |       |  |  | Girolamo Mattei, I duca di Giove |  |  |                                       |  |
|                                                  |                                       | Eugenia Spada                                                   | Orazio Spada, marchese di Viceno e Castel Viscardo |  |  |       |  |  |                                  |  |  |                                       |  |
|                                                  |                                       | Eugenia Spada                                                   | Orazio Spada, marchese di Viceno e Castel Viscardo |  |  |       |  |  |                                  |  |  |                                       |  |
|                                                  |                                       | Eugenia Spada                                                   | Maria Veralli                                      |  |  |       |  |  |                                  |  |  |                                       |  |
| Girolamo Mattei, III duca di Giove               |                                       | Eugenia Spada                                                   |                                                    |  |  |       |  |  |                                  |  |  |                                       |  |
|                                                  |                                       | Giovanni Battista Naro, III marchese di Mompeo                  | Fabrizio Naro, II marchese di Mompeo               |  |  |       |  |  |                                  |  |  |                                       |  |
|                                                  |                                       | Giovanni Battista Naro, III marchese di Mompeo                  | Fabrizio Naro, II marchese di Mompeo               |  |  |       |  |  |                                  |  |  |                                       |  |
|                                                  |                                       | Giovanni Battista Naro, III marchese di Mompeo                  | Silvia de' Cavalieri                               |  |  |       |  |  |                                  |  |  |                                       |  |
| Teresa Naro di Mompeo                            |                                       | Giovanni Battista Naro, III marchese di Mompeo                  |                                                    |  |  |       |  |  |                                  |  |  |                                       |  |
|                                                  |                                       | Anna Maria Carpegna                                             | Mario I Carpegna, VIII principe di Scavolino       |  |  |       |  |  |                                  |  |  |                                       |  |
|                                                  |                                       | Anna Maria Carpegna                                             | Mario I Carpegna, VIII principe di Scavolino       |  |  |       |  |  |                                  |  |  |                                       |  |
|                                                  |                                       | Anna Maria Carpegna                                             | Teresa Dudley                                      |  |  |       |  |  |                                  |  |  |                                       |  |
| Alessandro Mattei                                |                                       | Anna Maria Carpegna                                             |                                                    |  |  |       |  |  |                                  |  |  |                                       |  |
|                                                  | Gaspare Altieri, I principe di Oriolo | Angelo Paluzzi Albertoni Altieri, III marchese di Rasina        |                                                    |  |  |       |  |  |                                  |  |  |                                       |  |
|                                                  | Gaspare Altieri, I principe di Oriolo | Angelo Paluzzi Albertoni Altieri, III marchese di Rasina        |                                                    |  |  |       |  |  |                                  |  |  |                                       |  |
|                                                  | Gaspare Altieri, I principe di Oriolo | Vittoria Parabiacca                                             |                                                    |  |  |       |  |  |                                  |  |  |                                       |  |
| Girolamo Antonio Altieri, III principe di Oriolo | Gaspare Altieri, I principe di Oriolo |                                                                 |                                                    |  |  |       |  |  |                                  |  |  |                                       |  |
|                                                  |                                       | Laura Caterina Altieri                                          | Antonio Maria Altieri                              |  |  |       |  |  |                                  |  |  |                                       |  |
|                                                  |                                       | Laura Caterina Altieri                                          | Antonio Maria Altieri                              |  |  |       |  |  |                                  |  |  |                                       |  |
|                                                  |                                       | Laura Caterina Altieri                                          | Maria Virginia Carpegna                            |  |  |       |  |  |                                  |  |  |                                       |  |
| Maria Caterina Altieri                           |                                       | Laura Caterina Altieri                                          |                                                    |  |  |       |  |  |                                  |  |  |                                       |  |
|                                                  |                                       | Carlo Borromeo Arese, VI marchese di Angera e XI conte di Arona | Renato II Borromeo, IV marchese di Angera          |  |  |       |  |  |                                  |  |  |                                       |  |
|                                                  |                                       | Carlo Borromeo Arese, VI marchese di Angera e XI conte di Arona | Renato II Borromeo, IV marchese di Angera          |  |  |       |  |  |                                  |  |  |                                       |  |
|                                                  |                                       | Carlo Borromeo Arese, VI marchese di Angera e XI conte di Arona | Giulia Arese                                       |  |  |       |  |  |                                  |  |  |                                       |  |
| Maria Maddalena Borromeo Arese                   |                                       | Carlo Borromeo Arese, VI marchese di Angera e XI conte di Arona |                                                    |  |  |       |  |  |                                  |  |  |                                       |  |
|                                                  |                                       | Camilla Barberini                                               | Maffeo Barberini, II principe di Palestrina        |  |  |       |  |  |                                  |  |  |                                       |  |
|                                                  |                                       | Camilla Barberini                                               | Maffeo Barberini, II principe di Palestrina        |  |  |       |  |  |                                  |  |  |                                       |  |
|                                                  |                                       | Camilla Barberini                                               | Olimpia Giustiniani                                |  |  |       |  |  |                                  |  |  |                                       |  |
|                                                  |                                       | Camilla Barberini                                               |                                                    |  |  |       |  |  |                                  |  |  |                                       |  |